# Dishdogz
Dishdogz – amerykański film obyczajowy z 2005 roku w reżyserii Mikeya Hilba.

## Opis fabuły
Główny bohater zatrudnia się w restauracji jako pomywacz naczyń. Okazuje się, że właścicielem lokalu jest były mistrz jazdy na deskorolce. Właściciel pomaga chłopcu doskonalić technikę jazdy na deskorolce.

## Obsada
- Luke Perry jako Tony
- Haylie Duff jako Cassidy
- Danny Gonzalez jako Briggs
- Marshall Allman jako Kevin
- Timothy Lee DePriest jako Malone
- John Cantwell jako Sam Hooper
- Francis Capra jako Cooper
- Ryan Sheckler jako on sam